# 高知農政事務所
高知支局は、農林水産省の地方支分部局である中国四国農政局（岡山市）の出先機関。

## 組織
- 高知支局（高知市本町 高知地方合同庁舎）

## 管内事務所
- 高知三波川帯農地保全事業所（南国市立田）
  - 高知三波川帯農地保全事業所
- 高瀬農地保全事業所（高岡郡佐川町甲）
  - 高瀬農地保全事業所